# Pericycos teragramus
Pericycos teragramus là một loài bọ cánh cứng trong họ Cerambycidae.